# Getingmidja (insekter)

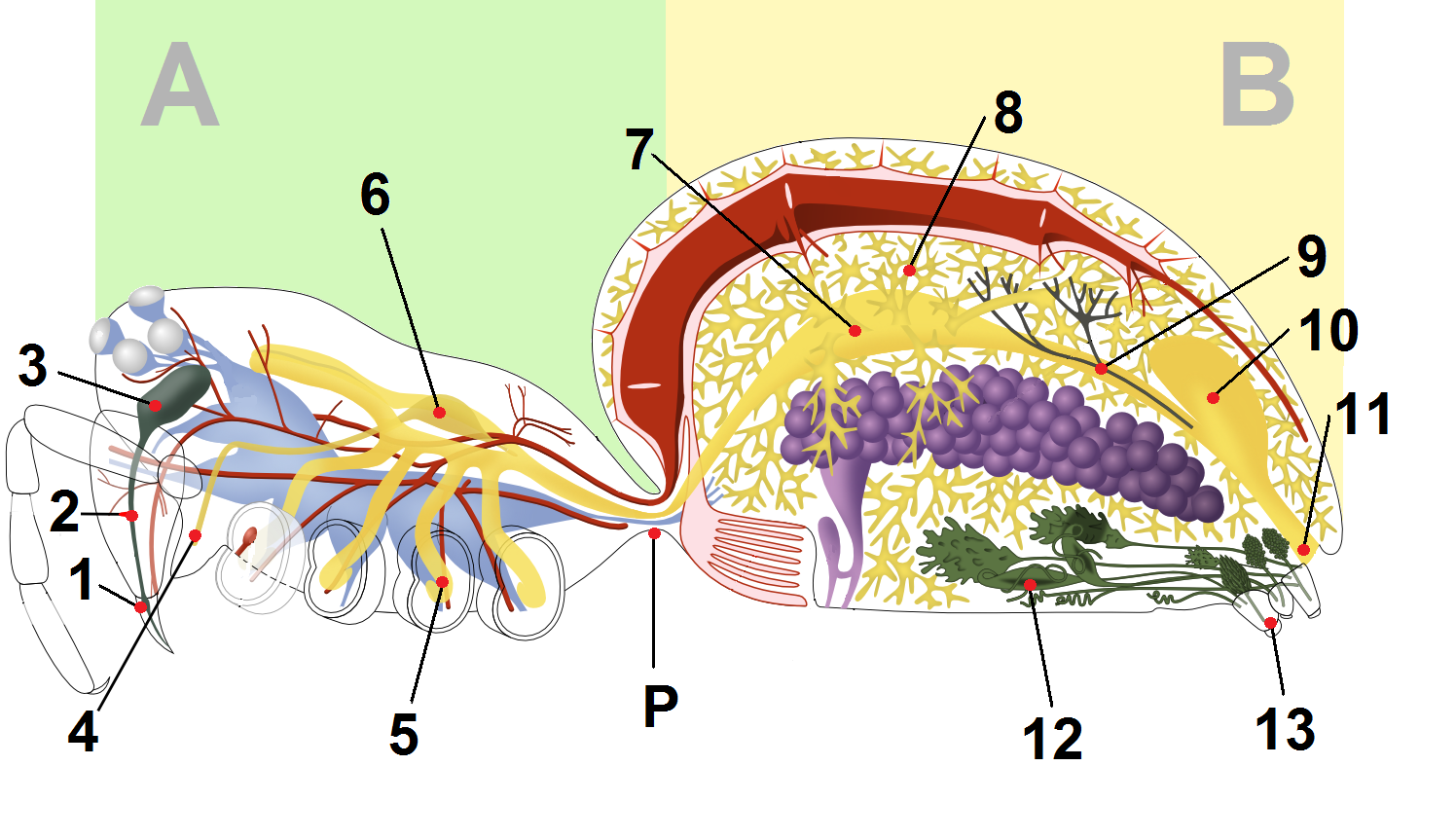
P för petiolus, getingmidjan

Getingmidjan, petiolus, är den djupa insnörning mellan bakkropp och mellankropp som framförallt förekommer hos midjesteklar, där bland annat getingar ingår. Denna förbindelse mellan bakkropp och mellankropp utgörs ofta av ett skaft.